# Matt Letley
Matt Letley (Gillingham, 29 marzo 1961) è un batterista e percussionista britannico.
Dal 2000 al 2013 è stato uno dei componenti della rock band inglese Status Quo.

## Biografia
Si avvicinò alla musica sin da bambino grazie all'appoggio del padre, un discreto suonatore di fisarmonica, il quale, a partire dal sesto anno di età, cominciò ad impartirgli i primi rudimenti per suonare e leggere la musica.
Continuò l'infanzia coltivando una forte passione musicale ed indirizzò i suoi studi verso la chitarra e soprattutto le percussioni, ispirandosi ai grandi batteristi rock del periodo nonché a notissime orchestre jazz come quelle di Buddy Rich e Duke Ellington.
A dodici anni formò una sua band insieme al fratello Mark e, in seguito ad un annuncio letto sul Melody Maker, a soli quindici anni partecipò ad una audizione per la prestigiosa London Youth Jazz Orchestra venendo a sorpresa assunto in qualità di batterista jazz per un lungo tour nel Nord Europa.
Ancora adolescente, a sedici anni, entrò a far parte della rock band inglese dei Flint ma, a partire dal 1982, assunse la decisione di lavorare in qualità di percussionista solista quale collaboratore e session man nelle produzioni di altri artisti.
Da quel momento, venne sempre più spesso chiamato ad operare con molti dei grossi nomi che affollavano la scena pop-rock degli anni ottanta e novanta: da Vanessa Mae a David Essex, da Bob Geldof a Kim Wilde, dagli A-ha fino ai Pet Shop Boys.
Nel 2000 ebbe anche modo di collaborare alla registrazione di Rhino's Revenge, il primo album da solista di John 'Rhino' Edwards, bassista della rock band inglese Status Quo.
Coincidenza volle che in quello stesso anno, Jeff Rich, da quindici anni batterista degli Status Quo, decidesse di abbandonare la band per dedicarsi ad altri progetti. Letley fu convocato in sua sostituzione e, dopo alcune sessioni di prova, venne assunto in pianta stabile nell'organico della longeva band inglese, di cui rimase componente fino al 2013.
Sposato e con due figli, vive a Beckenham, nel Kent.

## Stile musicale
Musicista versatile e multiforme, Letley ha approfondito lo studio delle percussioni in molteplici stili, compresi swing, jazz e fusion: tale duttilità gli ha consentito di lavorare con artisti prestigiosi ma anche diversissimi per genere e linguaggio musicale.
Preciso e vigoroso, quando nel 2000 fu assunto come nuovo batterista degli Status Quo, si presentò associando al pregio delle esecuzioni una notevole potenza di braccia, dotando di nuovo vigore molti dei classici della longeva band inglese.

## L'abbandono degli Status Quo
Il 17 dicembre 2012, sul suo sito ufficiale, Letley ha dato l'annuncio dell'abbandono degli Status Quo, poi effettivamente lasciati nell'aprile del 2013. 

## Discografia
Album in studio con gli Status Quo
- Heavy Traffic (2002) UK #15
- Riffs (2003) UK #32
- The Party Ain't Over Yet (2005) UK #18
- In Search of the Fourth Chord (2007) UK #15
- Quid Pro Quo (2011) UK #10
- Bula Quo! (2013) UK numero 10

Live con gli Status Quo
- Just Doin' It! Live (2006) (Contenuto nel DVD omonimo in versione limitata) UK #4
- Pictures - Live at Montreux 2009 (2009) (Contenuto nel DVD omonimo in edizione deluxe)
- Status Quo Live at the BBC (2010)

Raccolte con gli Status Quo
- XS All Areas - The Greatest Hits (2004) UK #16
- Pictures: 40 Years of Hits (2008) UK #8

Partecipazioni con altri artisti
- At the Movies - Hank Marvin
- Red Hot (live) - Vanessa Mae
- Cotton Eye Joe (live) - Vanessa Mae
- The Nearest to Perfect - Michael English
- Blue Velvet - Michael English
- Marchand De Cailloux - Renauld
- Singin' the Blues - David Essex
- A Shoulder to Cry On - David Essex
- Run Wild - Simon Darlow
- Hot - Simon Darlow
- Another Step (Closer to You) - Kim Wilde
- A Man Could Get Arrested - Pet Shop Boys
- Hot Fun - 7th Heaven
- For You - Snowy White
- Rush Hour - Snowy White
- I Can't Let Go - Snowy White
- That Certain Thing - Snowy White
- A Real Fine State of Mind - Flint
- Country Summer Days - Flint
- Rino's Revenge di John 'Rhino' Edwards (2000) (batteria in Republican e Spend Spend Spend)